# Brian Wilson
Brian Douglas Wilson (20. června 1942 Inglewood, Kalifornie – 11. června 2025) byl americký hudebník, zpěvák, skladatel a hudební producent, jeden ze zakládajících členů The Beach Boys. Často byl považován za popového génia, proslul zejména jako inovativní skladatel populární hudby a producent s průkopnickými metodami nahrávání, byl všeobecně uznáván jako jeden z nejinovativnějších a nejvýznamnějších skladatelů 20. století. Wilson byl také známý svým celoživotním bojem proti duševním chorobám.
V mládí jej ovlivnili George Gershwin, The Four Freshmen, Phil Spector a Burt Bacharach. V roce 1961 založil spolu se svými bratry Carlem a Dennisem, s bratrancem Mikem Lovem a přítelem Alanem Jardinem skupinu The Beach Boys, ve které působil coby skladatel, producent, zpěvák, baskytarista, klávesista a de facto lídr skupiny. Po podepsání smlouvy s Capitol Records v roce 1962 se stal prvním popovým umělcem, který měl zisk za skládání, aranžování, produkci a propagaci svého díla. Produkoval také pro ostatní interprety, zejména pro dívčí skupinu The Honeys. V polovině šedesátých let napsal nebo spolupracoval na řadě hitů, jež se umístily v top 40, mezi něž patří „Surf City“ (1963), „I Get Around“ (1964), „Help Me, Rhonda“ (1965) a „Good Vibrations“ (1966).
V roce 1964 prodělal nervové zhroucení a rozhodl se přestat vystupovat, což jej vedlo k většímu soustředění na studiovou práci, vytvořil tak přelomové album Pet Sounds, z něhož pochází jeho singlový debut „Caroline, No“ (vše 1966). Koncem šedesátých let se jeho zdravotní stav začal zhoršovat, proto byl jeho hudební přínos stále menší a postupně začal žít život v ústraní, přejídal se a zneužíval drogy. V 80. letech vytvořil tvůrčí a obchodní partnerství s kontroverzním psychologem Eugenem Landym, přičemž započal sólovou kariéru albem Brian Wilson (1988). Po jeho oddělení od Landyho v roce 1991 začal Wilson dostávat konvenční lékařskou péči. Od konce 90. let nahrával a důsledně vystupoval jako sólový umělec.
Wilson byl považován za hlavního tvůrce kalifornského zvuku, byl jako jeden z prvních hudebních producentů, kteří používají studio jako hudební nástroj. Zeitgeist z počátku šedesátých let je běžně spojován s jeho ranými písněmi a stal se důležitou osobností ve vývoji uměleckého popu, komorního popu, punku, chillwave a outsiderové hudby. Za svoje dílo získal několik ocenění, zejména uvedení do Rock and Roll Hall of Fame (jako člen Beach Boys), Songwriters Hall of Fame a dvě ceny Grammy. Jeho život byl zdramatizován v životopisném filmu Love & Mercy z roku 2014.

## Sólová diskografie
- Brian Wilson (1988)
- I Just Wasn't Made for These Times (1995)
- Imagination (1998)
- Gettin' in Over My Head (2004)
- Brian Wilson Presents Smile (2004)
- What I Really Want for Christmas (2005)
- That Lucky Old Sun (2008)
- Brian Wilson Reimagines Gershwin (2010)
- In the Key of Disney (2011)
- No Pier Pressure (2015)